# Hawaje (film)
Hawaje – amerykański film z 1966 roku w reżyserii George’a Roya Hilla, nakręcony na podstawie powieści Jamesa Michenera.